# Luis Rolando Ramírez
Luis Rolando Ramírez Hernández (Monterrey, Nuevo León, 11 de agosto de 1979) es un futbolista mexicano. Juega de defensa y su actual equipo es Guerreros FC de Hermosillo de la Liga de Ascenso.

## Trayectoria
Este defensor debuta en el Apertura 2002 con el Atlante en la Primera División de México. Para el siguiente torneo pasó a los Tigres y se ha mantenido en la institución, aunque en el Apertura 2003 y Clausura 2004, no ve acción en el máximo circuito. Para el Apertura 2007, es enviado a los Tigres B. A partir del Clausura 2009 es tomado en cuenta para el primer equipo donde busca tener actividad. Hizo su debut en un partido contra el Toluca en el torneo de Apertura 2002.

## Clubes
| Club                    | País   | Año              |
| ----------------------- | ------ | ---------------- |
| Atlante                 | México | 2002             |
| Tigres de la UANL       | México | 2003-2007        |
| Tigres B                | México | 2007-2008        |
| Tigres de la UANL       | México | 2010             |
| Guerreros de Hermosillo | México | 2010-Actualmente |